# Histoire de la notion de douleur
La douleur a une longue histoire : la façon dont la douleur a été perçue, comprise et prise en charge n'est pas la même selon les époques. 

## Définition et état des connaissances actuelles
Le corps humain, comme celui d'autres espèces, est agencé de façon à communiquer un message nerveux d'alerte en cas d'atteinte à son intégrité. Ce message, qui se transmet par l'intermédiaire de récepteurs spécifiques, nociceptifs, crée une souffrance. L'association internationale pour l'étude de la douleur (l’IASP), la définit ainsi :
«  la douleur est une expérience sensorielle et émotionnelle désagréable, liée à une lésion tissulaire réelle ou potentielle, ou décrite en termes d'une telle lésion, »
Cette douleur n'est pas nécessairement évidente lorsqu'elle concerne autrui. Ainsi, l'OMS précise que « la douleur chez l'enfant n'est souvent pas reconnue », d'ailleurs la capacité du nouveau-né à la ressentir n'a été reconnue officiellement par la science qu'en 1987,.

## Chronologie
Les premières traces d'explications des souffrances en général sont associées à la mythologie. Ainsi en Grèce antique Artémis est plus particulièrement associée à cet état douloureux, globalement interprété comme « le châtiment d’un Dieu irrité qu’il faudra implorer pour obtenir la guérison ».

### Antiquité grecque
La notion de douleur est un sujet de philosophie, discuté en Grèce antique au Ve siècle av. J.-C. par Socrate dans un dialogue présenté par Platon dans Gorgias.

En 410 avant notre ère Hippocrate, considéré comme le père fondateur de la médecine, place bien le soulagement des souffrances au cœur du rôle médical : « Le premier principe de la médecine est de guérir quelquefois, de soulager souvent et de consoler toujours. ». S'il déclare encore que « divine est l’œuvre de soulager la douleur » , il consacre le manuscrit intitulé De l'art  à distinguer des croyances le rôle du bon médecin dans la guérison : 
« Que la médecine trouve facilement en elle les moyens de porter des secours efficaces, qu’elle ait raison de refuser le traitement des maladies incurables, et qu’elle soigne avec un succès infaillible celles qu’elle entreprend, c’est ce que l’on peut voir dans ce traité, c’est ce que les médecins habiles démontrent encore mieux par des faits que par des paroles. »

### Antiquité romaine
Une notion stoïcienne défend la capacité de la personne souffrante à réguler l'intensité de ses souffrances :
Au Ier siècle Sénèque écrira en ce sens « Douleur, tu n'es qu'un mot » ou encore « nous accroissons notre douleur, nous l'anticipons, nous l'imaginons »
La médecine d'alors semble alors se cantonner à un rôle exclusivement réparateur, la charge de réguler la douleur incombant au malade, le médecin ayant pour tâche d'ignorer son expression :
Au IIe siècle Celse déclare « Le chirurgien doit rester sourd aux cris de son patient. »

### Moyen Âge
Au Moyen Âge les religieux deviennent prégnants en occident sur tout ce qui touche au soin au corps. Dans la lignée du sens commun accordé au stoïcisme, la capacité à endurer les souffrances sans en être affecté, la chrétienté véhicule une idée de douleur comme nécessité, voire une injonction divine, comme dans la phrase biblique : « tu enfantera dans la douleur ». Lutter contre reviendrait alors à refuser cette injonction, il faut accepter la souffrance. Cette idée peut être mise en évidence par l'infirmation faite par le pape Pie XII en 1952 :  « La douleur est nécessaire à l’élévation de l'âme. » 
La médecine divise en ce qui est considéré comme sorcellerie d'une part, et les soins promulgués par des religieux d'autre part. 
Au haut Moyen Âge, une redécouverte des connaissances antiques a lieu au Moyen-Orient. Les traductions des textes grecs (Hippocrate, Platon, Aristote...) passe en ce qui concerne la médecine notamment par des figures de proue comme Avicenne. Petit à petit ces savoirs oubliés redeviennent connaissances de base des soignants, religieux ou non. 
L'idée de la douleur comme principe rédempteur des pêchés reste très présente jusqu'à la fin du Moyen Âge, même si depuis l'Antiquité cela reste un sujet de débat qui n'a jamais fait l'unanimité.

### Époque moderne

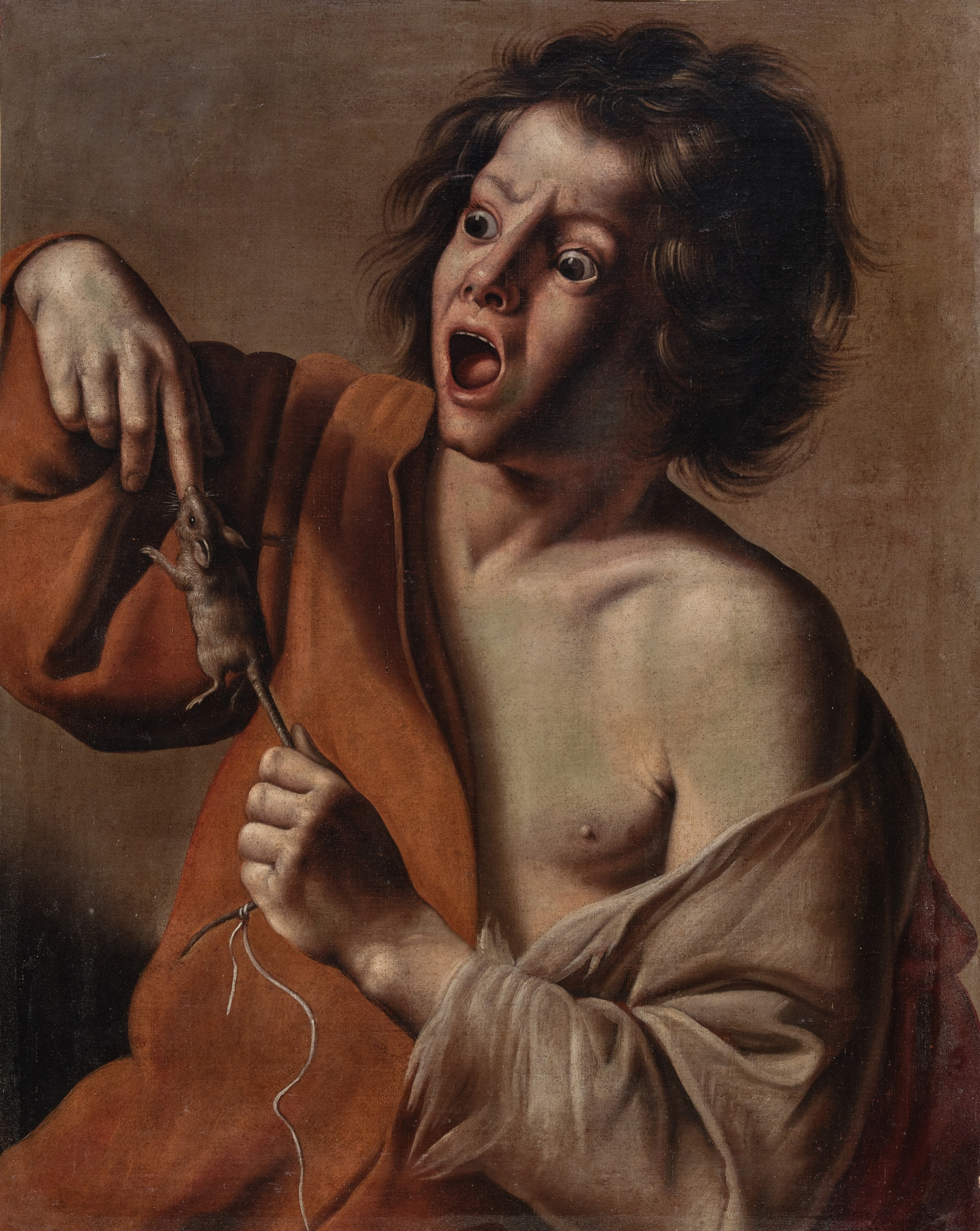
Un garçon mordu par une souris, vers 1620, une représentation artistique de la douleur au XVII

Contrairement à une idée répandue, la douleur est un sujet de préoccupation médicale important au début de l'époque moderne. Si elle fait rarement l'objet d'ouvrages spécifiques, elle est alors constamment mentionnée dans la médecine de l'époque, en particulier dans ce qu'on appelle la médecine pratique (traités chirurgicaux, recueils de consultations, materia medica, etc.). Les médecins, qui soulignent le risque que fait subir aux patients une douleur intense et prolongée, s'intéressent notamment aux signes de la douleur, à la façon de désigner les différents types de douleur et aux remèdes qu'il convient d'employer, en particulier des narcotiques comme l'opium. 
Le problème du membre fantôme, c'est-à-dire de la douleur ressentie dans un membre amputé, décrite par Ambroise Paré au XVIe siècle, est également au cœur des discussions philosophiques sur le fonctionnement de la sensation, en particulier chez Descartes. 
À la fin du XVIIIe siècle, plusieurs traités abordent spécifiquement la question de l'utilité de la douleur,

### L'avènement de l'anesthésie
En 1776 Humphry Davy découvre les fonctions analgésiques du protoxyde d'azote autrement appelé « gaz hilarant ». En 1792 la fonction anesthésiante de l'éther est redécouverte sur la base de notes laissées par Paracelse et étudiée entre autres par Henry Hickmann, puis en 1806 le pouvoir anesthésique de la morphine est découvert par Friedrich Sertürner qui obtiendra pour cette découverte le prix de bienfaiteur de l'humanité par l’institut de France.
S'ensuivra un débat sur le bien-fondé de l'anesthésie avec dans la première moitié de XIXe siècle de fortes réticences à utiliser ces produits ayant pour seule fonction de soulager de la douleur jusqu’à ce que soit prouvé un effet sur le pronostic vital.

## Aspects éthiques
La perception par la médecine et l'entourage de la douleur du nourrisson et de l'enfant, du handicapé et la douleur chronique M. L'empathie et l'éthique de la prise en charge de la douleur évoluent avec le temps et selon les contextes.